# Notion
Notion是一款集成了笔记、知识库、数据表格、看板、日历等多种能力于一体的应用程序，它既可供个人使用，也可以与他人进行跨平台协作。Notion于2016年推出，创始人为和。截至2021年10月，Notion估值103亿美元，在全球拥有超2000万用户，团队规模为180人左右。

## 历史与发展
Notion是由Notion Labs Inc开发的一款应用程序，Notion Labs Inc由Ivan Zhao、Simon Last于2016年在美国加利福利亚州旧金山市创立。也有说Notion公司最初是由Simon Last在2013年创建的，后期Ivan Zhao才加入的。
Ivan Zhao称“notion项目最初的构想是，做一个代码制作应用”，但是很快项目失败了。Ivan与Simon决定前往日本京都，他们在京都待了一年左右，在相对无压力和与世隔绝的环境下，重新思考下一代工具的设计，也正是在这里，Notion的雏形被构思出来了。日本文化的设计也体现在了Notion的产品设计中，比如默认封面背景，就有大量日本浮世绘的图片。之后，Ivan与Simon回到旧金山，开始集中开发Notion，并与2016年3月，在Product Hunt上正式发布了Notion 1.0，包含了Web与苹果Mac端两个版本，并获得了Product Hunt评选的2016年Golden Kitty奖（全年最佳APP评选奖项）。

## 功能介绍
Notion产品演变至今，已经发展成一个拥有众多功能的复杂产品。他为大型企业、小型创业公司与个人，都提供了标准解决方案，同时还重点面向创业公司、远程办公、教育行业与非营利组织进行了产品优化。Notion在笔记的表达能力、团队协同、创作者生态上，做出了差异化的产品体验。且還有提供AI功能，不過免費用戶只有20次使用機會。

### 表达能力
Notion支持非常丰富的表达能力，不仅支持文本、图片、音视频、附件等，用户还能将整个数据表格插入其中，也支持了与Figma_(軟體)、Github、YouTube等平台内容的内嵌。这些内容可以在页面上按照“块”的方式重新组织，Notion 将这些块称之为 Block。当免费版本的“块”用完后，用户可以购买额外的使用额度。

### 团队协同
Notion支持强大的协同能力，在为小型团队与公司提供的付费版本中，支持无上限的协同人数。

### 开放平台
Notion提供了完善了的产品应用程序接口，这些接口可以帮助有开发能力的个人或团队，完成一些自定义场景的需求。在超过50个国家和地区，Notion组织了创作者社区。

## 融资过程
| 融资时间     | 融资金额    | 投资方 | 估值金额  |
| ------------ | ----------- | --- | --------- |
| 2017年1月    | 未公开      | Third Kind Venture Capital、Sherpalo Ventures、紅杉資本、First Round Capital、Felicis Ventures（费利西斯风险投资公司）、Thibaud Elziere、Terrance Rohan、Naval Ravikant、Matt MacInnis和Elad Gil. 。 | 未公开    |
| 2019年7月    | 1000万 美元 | Aydin Senkut、Daniel Gross、Elad Gil、Josh Kopelman、Lachy Groom 和 Ram Shriram |           |
| 2019 年 7 月 | 1820万美元  | A.Capital Ventures、Aydin Senkut、Daniel Gross、Elad Gil、Josh Kopelman、Lachy Groom 和 Ram Shriram                                                                                                  |           |
| 2020年4月    | 5000万美元  | 指数风险投资公司 | 20 亿美元 |
| 2021年10月   | 2.5亿       | 蔻图资本及紅杉資本领投，Base10 Partners等机构跟投 | 103亿美元 |